# 5 Librae
5 Librae är en orange jätte i stjärnbilden Vågen.
5 Librae har visuell magnitud +6,35 och är knappt synlig för blotta ögat vid mycket god seeing. Den befinner sig på ett avstånd av ungefär 1110 ljusår.